# Полькин, Степан Иванович
Степан Иванович Полькин (1904—1994) — советский учёный металлург, специалист в области обогащения руд редких металлов и олова. Доктор технических наук, профессор кафедры обогащения руд цветных и редких металлов МИСиС. Ректор Московского института цветных металлов и золота в 1937—41 гг.

## Биография
Степан Иванович Полькин родился в 1904 г. в семье крестьянина в селе Широкий Уступ Баландинского района Саратовской области. В 1925 г. после окончания рабфака в Саратове был зачислен в Московскую горную академию, которую окончил в 1930 г., а затем поступил в аспирантуру на кафедру обогащения вновь созданного Московского института цветных металлов и золота.
В 1933 г. С.И. Полькин защитил кандидатскую диссертацию и по специальному постановлению Правительства СССР «О создании отечественной оловянной промышленности» был направлен на работу начальником обогатительной фабрики Ононского оловянного рудника Восточно-Сибирского края. С этого времени вся научная деятельность Степана Ивановича была тесно связана с проблемами оловянной промышленности, в частности с извлечением касситерита из шламов методом флотации. После возвращения в 1935 г. в Московский институт цветных металлов и золота С.И. Полькин работал сначала заведующим лабораторией, затем доцентом кафедры обогащения полезных ископаемых, а с 1937 по 1941 гг. — директором этого института.
Во время Великой Отечественной войны Степан Иванович работал сначала директором института «Гипромедьруда» на Урале, а затем, с 1942 г. — начальником Технического управления Министерства цветной металлургии СССР. В 1947 г. С.И. Полькин вернулся в институт цветных металлов и золота и до 1953 г. работал зам. директора по учебной и научной работе. В 1948 г. создал и возглавил кафедру обогащения руд редких и радиоактивных металлов. В последующие 40 лет С.И.Полькин являлся профессором кафедры обогащения руд цветных и редких металлов Московского института стали и сплавов, в 1956—62 гг. возглавлял эту кафедру.

## Научная и образовательная деятельность
С.И. Полькин — один из крупнейших специалистов в области обогащения руд редких металлов и олова. Широко известны его труды по обогащению литиевых, танталониобиевых, циркониевых и других руд редких металлов — это монографии «Обогащение литиевых руд» (1957 г.), «Флотация пирохлора и циркона» (1959 г., совместно с Ю.А. Быковым и Г М. Шаповаловым), «Обогащение руд тантала и ниобия» (1963 г, совместно с ЮФ. Гладких и Ю А. Быковым), а также учебное пособие «Флотация руд редких металлов и олова» (1960 г.), в котором обобщены многолетние исследования по обогащению руд редких металлов и олова.
Еще в 1938 г. С.И. Полькин совместно с В.Н. Чумаровым написал свой первый учебник «Общий курс обогащения руд цветных металлов». В 1953 г. С.И. Полькиным был опубликован учебник «Обогащение руд», переведенный затем на китайский, румынский, корейский и другие языки. С 1949 по 1951 г. был издан в переводе «Справочник по обогащению полезных ископаемых» А.Ф. Таггарта в 5 томах под общей редакцией С.И. Полькина. Наконец, в 1967 г. впервые в мировой литературе был издан учебник «Обогащение руд и россыпей редких металлов», который долгие десятилетия являлся настольной книгой многих поколений студентов и специалистов в области обогащения руд редких металлов (впоследствии он был опубликован в Болгарии). Широко известна в мире и монография «Обогащение оловянных руд и россыпей» (1974 г., совместно с С.Ф. Лаптевым). Среди его учебников для высшей школы можно также отметить «Обогащение руд цветных и редких металлов» (1975 г.) и «Обогащение руд цветных металлов» (1983 г.), написанные совместно с Э.В. Адамовым. В 1979—1980 гг. С.И. Полькиным и Э.В. Адамовым совместно с болгарскими учеными К.П. Ковачевым и Н.И. Семковым опубликована на русском и болгарском языках монография «Технология обогащения руд цветных металлов».
Большой опыт научных работ в области флотации руд редких металлов и олова был обобщен С.И. Полькиным в докторской диссертации, успешно защищенной им в 1956 г. В ней он исследовал механизм действия оксигидрольных собирателей, который до сих пор является классическим примером взаимодействия окисленных минералов с собирателями и депрессорами.
С.И. Полькин является основателем научной школы по бактериальному выщелачиванию упорных руд и концентратов цветных и редких металлов. Первые исследования чанового процесса бактериального выщелачивания золотомышьяковых концентратов были начаты в 1964—1965 гг. совместно с Институтом микробиологии АН СССР (Г.И. Каравайко). Разработаны признанные во всем мире научные основы процесса бактериального выщелачивания также медно-цинковых, медно-мышьяковых, оловянно-медно-мышьяковых концентратов и промпродуктов. Теория и технология бактериального выщелачивания золотомышьяковых упорных концентратов были впервые доложены С.И. Полькиным в 1972 г. на Международном конгрессе по обогащению полезных ископаемых в Кальяре (Италия). Этот процесс лег в основу промышленной технологии переработки золотомышьяковых концентратов, внедренной на 15 крупнейших предприятиях мира.
Результаты исследований теории и технологии процесса бактериального выщелачивания были впервые в мировой практике обобщены в монографии «Технология бактериального выщелачивания цветных и редких металлов», изданной в 1982 г. совместно с Э.В. Адамовым и В.В. Паниным и переведенной на ряд иностранных языков. Под руководством С.И. Полькина по этой тематике защищено около 10 кандидатских диссертаций, получено большое количество авторских свидетельств. Результаты исследований в данной области неоднократно докладывались на различных международных конгрессах и конференциях. С.И. Полькин принимал активное участие в проведении Международной школы и Международного проекта СССР/ЮНЕП «Биогеотехнология металлов как экологически приемлемый метод рационального использования минеральных ресурсов».
Результаты научно-исследовательской деятельности С.И. Полькина отражены в 300 печатных работах и авторских свидетельствах.

## Награды и премии
- Заслуженный деятель науки и техники РСФСР (1966).
- орден Трудового Красного Знамени.
- орден «Знак Почёта»[1](1939)
- медали.